# 루돌프 피르호
루돌프 루트비히 카를 피르호(독일어: Rudolf Ludwig Karl Virchow, 1821년 10월 13일 ~ 1902년 9월 5일)는 독일의 병리학자·인류학자이다. 근대 병리학의 창시자로 1856년 베를린 대학 교수가 되어 세포 병리학을 세웠다. "모든 병원체는 세포에 의해서 이루어진다"는 주장으로 병의 원인이 세포의 기능적이고 형태적인 변화에 있다고 하였다. 1862년 프로이센 하원 의원이 되어, 진보당의 수령으로서 비스마르크의 군국주의에 반대하였다. 또한 독일 인류학회를 만들고 슐리만과 함께 트로이의 유적을 발굴하였다. 저서에 《세포 병리학과 조직학》, 《병적 종양론》 등이 있다.